# Benben-steen

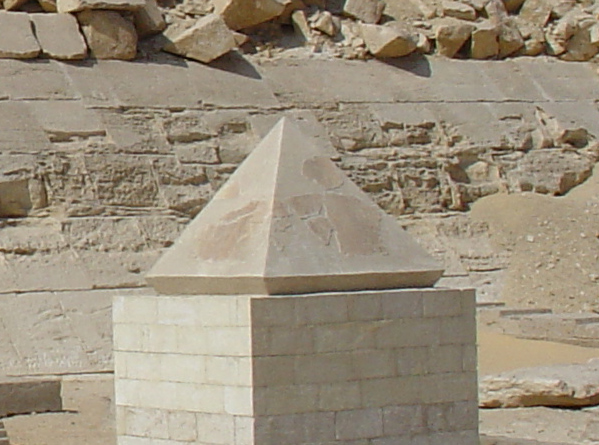
Deze benben-steen is een onderdeel van de Rode piramide van Snofroe

Een Benbensteen was in het Oude Egypte een staande steen met een puntig uitsteeksel, vergelijkbaar met zijn opvolger de obelisk. De benbenstenen zijn vernoemd naar Benben, de oerberg en waren meestal verguld of bekleed met Elektrum, een legering van zilver en goud.
De eerste stond in het religieus centrum Heliopolis en zou naar het Egyptisch scheppingsverhaal verwijzen: de oerheuvel die opsteeg uit de chaos. Een andere variant zou een verwijzing zijn naar het versteende zaad van de schepper-god Atoem. Er zouden ook benbenstenen gestaan hebben in Karnak en Amarna, deze zouden in verband staan met de zonnecultus van Amon-Ra en de Aton-cultus van farao Achnaton. Er is echter nog geen enkele van deze benbenstenen teruggevonden.